# Maraluhallada Kaval, Chiknayakanhalli
Maraluhallada Kaval là một làng thuộc tehsil Chiknayakanhalli, huyện Tumkur, bang Karnataka, Ấn Độ.